# Equus africanus somalicus
L'ase salvatge somali (Equus africanus somalicus) és una subespècie de l'ase salvatge africà en greu perill d'extinció. Les seves últimes poblacions ocupen àrees disperses de Somàlia, Eritrea i Etiòpia.
Aquesta subespècie d'ase salvatge es caracteritza per tenir ratlles horitzontals en les potes, semblants a les de les zebres, que no apareixen en l'altra subespècie silvestre, l'ase salvatge nubià ( africanus africanus), ni en els ases domèstics (Equus africanus asinus).